# Incestophantes mercedes
Incestophantes mercedes är en spindelart som först beskrevs av Chamberlin och Ivie 1943.  Incestophantes mercedes ingår i släktet Incestophantes och familjen täckvävarspindlar. Inga underarter finns listade i Catalogue of Life.